# زرجهن (حديبو)

تعديل مصدري - تعديل

زرجهن هي إحدى قرى مديرية حديبو التابعة لمحافظة سقطرى، بلغ تعداد سكانها 10 نسمة حسب تعداد اليمن لعام 2004.